# Автошлях E25
Європейський маршрут E25 проходить по території Нідерландів, Бельгії, Люксембургу, Франції, Швейцарії й Італії від нідерландського Хук-ван-Холланда до італійського Палермо.
Протяжність маршруту становить приблизно 1830 км.